# Liste der Kulturdenkmäler in Birtlingen
In der Liste der Kulturdenkmäler in Birtlingen sind alle Kulturdenkmäler der rheinland-pfälzischen Ortsgemeinde Birtlingen aufgeführt. Grundlage ist die Denkmalliste des Landes Rheinland-Pfalz (Stand: 27. Juni 2022).

## Denkmalzonen
| Bezeichnung          | Lage                                    | Baujahr                 | Beschreibung | Bild            |
| -------------------- | --------------------------------------- | ----------------------- | --- | --------------- |
| Denkmalzone Ortskern | Dorfstraße 1–14, Mühlenweg 1 und 3 Lage | 18. und 19. Jahrhundert | historischer Dorfkern, wie er sich bis 1870 entwickelt hat, einschließlich Bachlauf der Nims samt Brücke und Wehr, weitgehend unverändert erhalten mit Hofanlagen, Kapelle, Mühle | Fotos hochladen |

## Einzeldenkmäler
| Bezeichnung | Lage                                   | Baujahr                              | Beschreibung | Bild            |
| ----------- | -------------------------------------- | ------------------------------------ | --- | --------------- |
| Hofanlage   | Dorfstraße 1 Lage                      | 1784                                 | Streckhof, bezeichnet 1784, Erweiterung in der zweiten Hälfte des 19. Jahrhunderts, zwei Ställe, erstes Viertel des 20. Jahrhunderts | BW              |
| Hofgut      | Dorfstraße 2/4/6 Lage                  | 18. und 19. Jahrhundert              | ehemaliges Hofgut der Abtei Prüm (?); Marienkapelle, 18. Jahrhundert, mit spätgotischem Chor; Torbogen, ehemaliger Pferdestall (heute Wohnhaus) mit Schmiede, Spolien 1626 und 1888; stattliches Wohnhaus, bezeichnet 1824, Scheunentor bezeichnet 1835, ehemalige Ställe, letztes Viertel des 19. Jahrhunderts | Fotos hochladen |
| Wohnhaus    | Dorfstraße 3 Lage                      | um 1820/30                           | fünfachsiges Wohnhaus, um 1820/30 | BW              |
| Wohnhaus    | Dorfstraße 5 Lage                      | 1868                                 | siebenachsiges Wohnhaus, bezeichnet 1868 | BW              |
| Wohnhaus    | Dorfstraße 7 Lage                      | 1863                                 | vierachsiges Wohnhaus, (bezeichnet) 1863; ortsbildprägend | BW              |
| Wohnhaus    | Dorfstraße 14 Lage                     | zweites Viertel des 19. Jahrhunderts | Unterstallhaus mit Krüppelwalmdach, zweites Viertel des 19. Jahrhunderts | BW              |
| Mühle       | Mühlenweg 1 Lage                       | 1784                                 | Mühlengebäude; Putzbau, bezeichnet 1784 | BW              |
| Hungerburg  | nördlich des Ortes Lage                | 1922                                 | Herrenhaus, eingeschossiger Backsteinbau mit Putzflächen mit ausgebautem Mansardwalmdach, barockisierende Reformarchitektur, 1922, Architekt Fritz Franke, Trier, Erweiterung 1937, Architekt Gemscher, Bitburg                                                                                                 | BW              |
| Wegekreuz   | nordöstlich des Ortes an der Nims Lage | 1800                                 | Balkenkreuz, bezeichnet 1800 | Fotos hochladen |